# Zeitfenster (Hare)
Zeitfenster (Originaltitel: The Vertical Hour) ist ein Drama des britischen Autors David Hare.
Das Stück wurde 2006 im Music Box Theatre am Broadway uraufgeführt.

## Handlung
Nadia Blye, die während des Balkankriegs in den 1990er Jahren als Kriegskorrespondentin unterwegs war, lehrt jetzt als Professorin für Politologie an der Universität Yale. Als der Irakkrieg 2003 ausbricht, ist sie auf der Seite der Befürworter von Buschs Politik und der Invasion des Iraks durch amerikanische Truppen.
Nadia und ihr aus England stammender Freund Philip Lucas reisen zusammen nach Shropshire, wo Nadia zum ersten Mal mit Philips Vater Oliver Lucas zusammentrifft. Oliver Lucas ist Arzt und, wie sein Sohn Nadia warnt, ein chronischer Womanizer. Lucas ist ein erklärter Gegner der US-amerikanischen Intervention und lehnt grundsätzlich Einmischungen in die inneren Angelegenheiten von anderen Staaten ab. Nadia dagegen verteidigt die Invasion und hält sie wegen der Unterdrückung des irakischen Volkes für berechtigt, zumal der Westen nichts gegen die Leiden der Bevölkerung während des Balkankriegs in den 1990ern unternommen habe.
Sie erzählt, sie habe den Präsidenten im Vorfeld des Krieges aufgesucht, um ihre Dienste als Beraterin für den Mittleren Osten und den Irak anzubieten. Sie erkennt zwar an, dass die üblen Folgen des Krieges nicht gewünscht waren, was aber nichts an der ursprünglichen vernünftigen Begründung ändere. Oliver jedoch wirft den Angreifern vor, dass sie keine Pläne für den Wiederaufbau des Iraks gehabt hätten, und der Einsatz von schweren Waffen weder begründet noch zu rechtfertigen sei.
Während ihrer Debatten erkennt Nadia die unterschwelligen Aversionen und Spannungen zwischen Vater und Sohn. Andererseits entwickelt sich zwischen Nadia und Oliver eine Anziehung, die zwar nicht ausgesprochen, aber von Philip misstrauisch beobachtet wird. Ein offener Konflikt zwischen den beiden bricht aus, als Philip Nadia geradeheraus erklärt, sein Vater sei dabei, sie zu verführen. Allmählich bekommt sie auch das Ausmaß von Olivers außerehelichen Affären mit, von denen eine zum Tod einer Geliebten geführt habe. Das sei auch der Grund gewesen, warum Oliver seine Londoner Praxis aufgegeben habe und jetzt zurückgezogen auf dem Land lebt.
Zurück in Yale bespricht sie wiedereinmal einen Text, den eine Studentin geschrieben hat. Die Studentin Terri Scholes erklärt ihr, sie werde Yale verlassen, weil ihr Freund mit ihr Schluss gemacht habe. Nadia antwortet ihr daraufhin, auch sie habe gerade die Beziehung zu ihrem Freund beendet und bittet sie, ihren Entschluss noch einmal zu überdenken. Sie selbst allerdings wird Yale verlassen und wieder als Kriegskorrespondentin arbeiten.

## Inszenierungen
In den USA wurde The Vertical Hour mit Starbesetzung am 30. November 2006 am Broadway am Music Box Theatre unter der Regie von Sam Mendes uraufgeführt. Die Hauptrollen spielten Bill Nighy und Julianne Moore, für beide war es ihr Broadway-Debüt, sowie Andrew Scott. The Vertical Hour war das erste Stück Hares, das am Broadway uraufgeführt wurde. Das Stück stand vom 30. November 2006 bis zum 11. März 2007, nach 117 Aufführungen, auf dem Spielplan.
Die Premiere im Vereinigten Königreich fand am 17. Januar 2008 am Royal Court Theatre statt mit Jeremy Herrin als Regisseur und mit Indira Varma, Anton Lesser und Tom Riley in den Hauptrollen. Die Inszenierung wurde am 25. Mai 2008 auf BBC Radio 3 übertragen.
Die deutschsprachige Erstaufführung fand am Staatstheater Kassel am 15. September 2007 statt unter der Regie von Thomas Bockelmann.
Als Nächstes wurde das Stück in den Hamburger Kammerspielen am 12. September 2008 aufgeführt, Regie: Ulrike Maack.

## Ausgaben
- David Hare: The vertical hour. A play. Faber & Faber, New York 2006. ISBN 978-0-86547-965-4